# Suciu de Sus
Suciu de Sus (Felsőszőcs en hongrois) est une commune roumaine du județ de Maramureș, dans la région historique de Transylvanie et dans la région de développement du Nord-Ouest.

## Géographie
La commune de Suciu de Sus se trouve dans le sud-est du județ, à la limite avec le județ de Bistrița-Năsăud, dans la vallée du Țibleș, affluent de la Lăpuș, au cœur des Monts Țibleș (Munții Țibleșului).
La ville de Târgu Lăpuș est à 15 km plus à l'ouest et Baia Mare, la préfecture du județ à 60 km au nord-ouest.
Jusqu'en 2004, la commune se composait de quatre villages mais à cette date, le village de Groșii Țibleșului a pris son autonomie.
Actuellement, trois villages forment la commune de Suciu de Sus :
- Suciu de Sus, siège de la municipalité, 2 562 habitants en 2002.
- Suciu de Jos, 1 158 habitants en 2002.
- Larga, 378 habitants en 2002.

## Histoire
La première mention écrite du village date de 1325.
La commune a fait partie du Comitat de Maramures dans le Royaume de Hongrie jusqu'en 1920, au Traité de Trianon où elle est attribuée à la Roumanie avec toute la Transylvanie.

## Religions
En 2002, 91,9 % de la population était de religion orthodoxe, 3,3 % grecque-catholique, 2,6 % catholique romaine et 2 % pentecôtiste.

## Démographie
En 1910, le village comptait 4 499 Roumains (90,3 % de la population), 197 Hongrois (4 %) et 183 Allemands (3,7 %).
En 1930, les autorités recensaient 5 056 Roumains (92,8 %), 93 Hongrois (1,7 %), 137 Tsoganes ainsi qu'une communauté juive de 137 personnes (2,5 %) qui fut exterminée par les Nazis durant la Seconde Guerre mondiale.
En 2002, le village comptait 5 979 Roumains (96,1 %), 145 Hongrois (2,3 %) et 97 Tsiganes (1,6 %).
Si ne prend en compte que les trois villages composant la commune maintenant, les proportions sont les suivantes : Roumains 97,3 %, Tsiganes 2,3 %.
| 1880  | 1900  | 1910  | 1930  | 1956  | 1977  | 1992  | 2002  | 2007  |
| ----- | ----- | ----- | ----- | ----- | ----- | ----- | ----- | ----- |
| 4 065 | 4 889 | 4 984 | 5 447 | 6 406 | 7 151 | 6 769 | 6 222 | 4 048 |

## Économie
La commune dispose de 5 000 ha de terres agricoles et de 6 000 ha de forêts. L'élevage et l'exploitation des forêts occupent une place importante dans l'économie locale.